# Sviatopolk Mstislavitch
Sviatopolk Mstislavitch (en russe : Святополк Мстиславич, vraisemblablement baptisé Ioann), né vers 1114/1118  et mort le 20 février 1154 fut le prince de Polotsk (1132), de Pskov (1138-1148), de Berestey (1140), de Novgorod (1132, 1138, 1142 - 1148), de Loutsk (1150-1151, 1151-1152) et de Volyn (1149, 1151-1154). Il était le fils du prince Mstislav Vladimirovitch.